# Kinosternon
Genre
Synonymes
- Monoclida Rafinesque, 1832
- Uronyx Rafinesque, 1832
- Swanka Gray, 1844
- Thyrosternum Agassiz, 1857
- Platythyra Agassiz, 1857
- Cryptochelys Iverson, Le & Ingram, 2013

Kinosternon est un genre de tortues de la famille des Kinosternidae.

## Répartition
Les 18 espèces de cette sous-famille se rencontrent en Amérique du Nord, en Amérique centrale et en Amérique du Sud.

## Étymologie
Kinosternon dérive du grec kineo, « qui se déplace », et sternon, « poitrine », en référence au plastron mobile des espèces concernées.

## Description
Ce sont des tortues carnivores vivant en milieu aquatique et se nourrissant de divers animaux vivant dans l'eau.

## Liste des espèces
Selon TFTSG (21 juin 2011) :
- Kinosternon acutum Gray, 1831
- Kinosternon alamosae Berry & Legler, 1980
- Kinosternon angustipons Legler, 1965
- Kinosternon arizonense Gilmore, 1923
- Kinosternon baurii Garman, 1891
- Kinosternon chimalhuaca Berry, Seidel & Iverson, 1996
- Kinosternon creaseri Hartweg, 1934
- Kinosternon dunni Schmidt, 1947
- Kinosternon durangoense Iverson, 1979
- Kinosternon flavescens (Agassiz, 1857)
- Kinosternon herrerai Stejneger, 1925
- Kinosternon hirtipes Wagler, 1830
- Kinosternon integrum LeConte, 1854
- Kinosternon leucostomum Duméril & Bibron, 1851
- Kinosternon oaxacae Berry & Iverson, 1980
- Kinosternon scorpioides (Linnaeus, 1766)
- Kinosternon sonoriense LeConte, 1854
- Kinosternon subrubrum (Bonnaterre, 1789)
- Kinosternon vogti (Lopez-Luna, 2018)

## Publication originale
- Spix, 1824 : Animalia nova sive species novae testudinum et ranarum, quas in itinere per Brasiliam annis 1817-1820 (texte intégral)